# Гейер, Эрик Густав
Э́рик Гу́став Ге́йер (швед. Erik Gustaf Geijer; 12 января 1783, Рансетер — 23 апреля 1847, Стокгольм) — шведский историк, поэт, публицист, композитор и педагог.

## Биография
Обучался в Упсальском университете с 1799 по 1806, в 1810 стал читать в нём лекции по истории, с 1817 — профессор. К 1804 году относится знакомство Гейера с известным шведским поэтом Эсайасом Тегнером, впоследствии их связывала неразрывная дружба. В 1811 Гейер был одним из организаторов «Готского общества» (Götiska Förbundet), ставшего впоследствии одной из авторитетнейших литературных организаций Швеции. Будучи одним из крупнейших деятелей шведской культуры XIX века, своими работами оказал огромное влияние на развитие философии, историографии и теологии в стране. Придерживался либеральных политических взглядов, был членом Риксдага. Автор многочисленных статей и монографий по истории, в том числе фундаментального исследования «История шведского народа». Как поэт известен поэмами «Викинги», «Последний певец» и др.

## Музыка
Несмотря на то, что Гейер никогда не получал музыкального образования, он был широко известен как композитор и собиратель народного музыкального творчества. Вместе с Арвидом Афцелиусом издал сборник шведских народных песен (1816). В XIX веке большой популярностью пользовались вокальные сочинения Гейера, написанные на собственные слова. Менее известны его инструментальные (фортепианные и скрипичные) произведения. Творчество Гейера-композитора испытывает влияние как классицистов (Моцарта и Бетховена), так и современных ему романтиков (Вебера, Мендельсона и Шумана).

## Основные музыкальные сочинения
Камерные произведения
- Фортепианный квинтет f-moll (1823)
- Фортепианный квартет e-moll (1825)
- Фортепианное трио As-dur (1827)
- Два струнных квартета (F-dur, B-dur; оба — 1846)
- Две сонаты для скрипки и фортепиано (g-moll, F-dur; обе — 1819)
- Соната для виолончели и фортепиано (1838)

Сочинения для фортепиано
- Две сонаты для фортепиано в четыре руки (Es-dur, f-moll; 1819—1820)
- Соната g-moll (1810)
- Фантазия (1810)
- Дивертисмент (1824)

Вокальные сочинения
- Четыре хора для мужских голосов
- Более 60 песен для голоса и фортепиано